# 里斯本大區

深色圖塊為里斯本大區

里斯本大區 （葡萄牙語：Região de Lisboa；IPA：[ʁɨʒiˈɐ̃w̃ ðɨ liʒˈboɐ]）位於葡萄牙中部，橫跨特茹河兩岸，是葡萄牙七個大區之一。面積2,802平方公里，2001年人口為2,760,723人。
下分大里斯本和塞圖巴爾半島兩區。原來是里斯本和特茹河谷區的一部分。